# 跳王棋類遊戲
跳王棋類遊戲（白俄羅斯語：Шабел），指吃法採用西洋跳棋的跳吃、勝利採用象棋類遊戲的將死的棋類，如拉布蘭跳棋、皇帝跳棋、阿爾泰跳棋、騎獸跳棋、哲學飛將碁等。